# Luigi Tarisio
Luigi Tarisio (né vers 1790 à Fontaneto d'Agogna, dans la province de Novare au Piémont - mort en octobre 1854 à Milan) était un violoniste italien, collectionneur et marchand de violons de la première moitié du XIXe siècle.

## Biographie
Né de parents modestes, Luigi Tarisio reçoit une formation de menuisier. Au début, il joue du violon comme un passe-temps. Il acquiert et revend de nombreux instruments dans le nord de l'Italie, instruments qu'il répare.
En 1827, il effectue son premier voyage à Paris, en France. Ce voyage fut très profitable pour lui ainsi que pour ses concessionnaires. C'est lors de ce voyage qu'on lui donna de nombreux encouragements. Lors de cette même année il acquiert un certain nombre de violons du Comte Cozio de Salabue. En 1851, il se rend à Londres. 
En 1816 il acquiert des stradivarius qui étaient alors inutilisés.
Il laisse une collection d'environ deux cents violons, qui ont été ensuite achetés par Vuillaume à Paris.